# Navalagamella

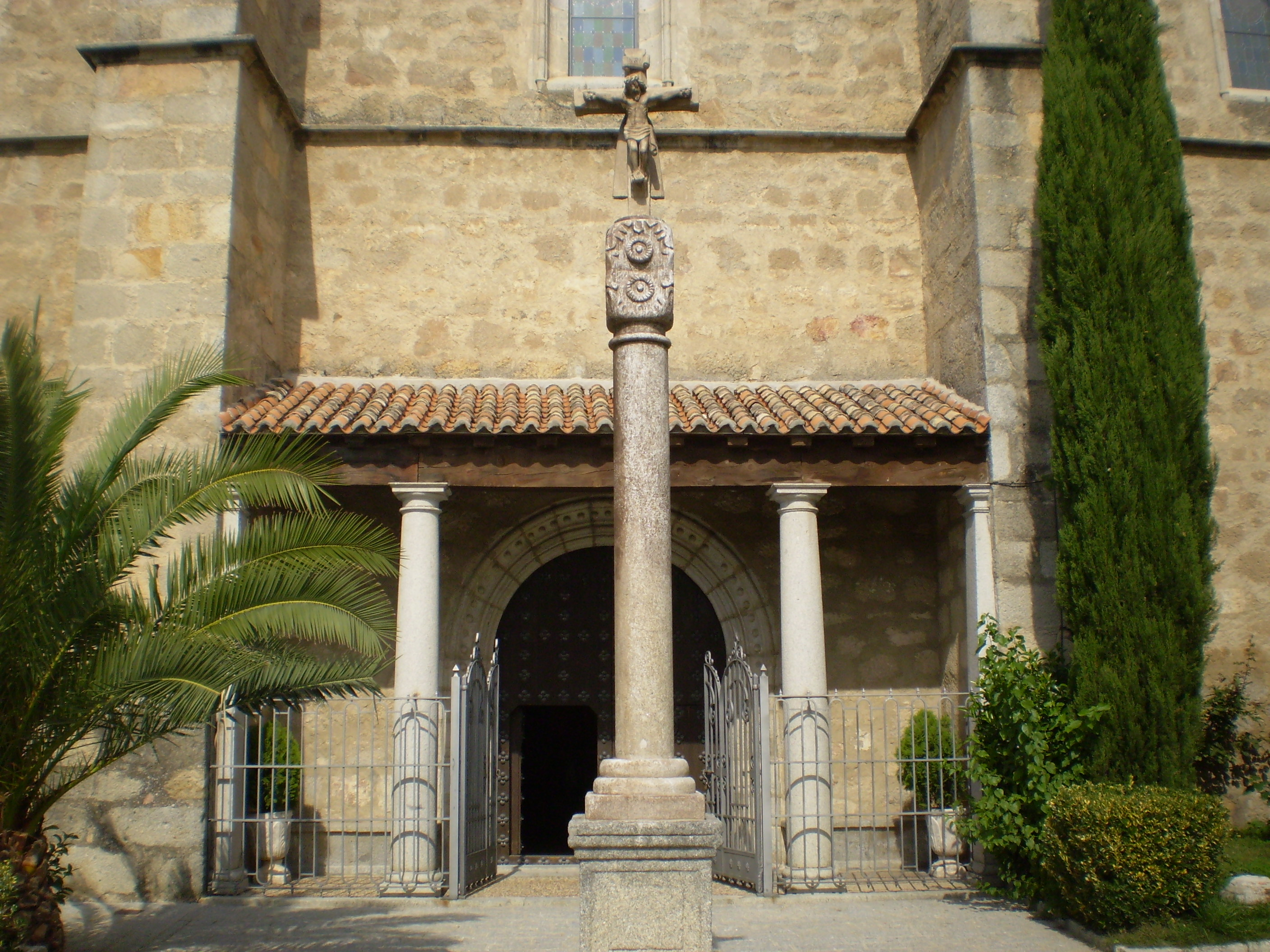
Iglesia de Nuestra Señora de la Estrella, en Navalagamella.

Navalagamella là một đô thị trong Cộng đồng Madrid, Tây Ban Nha. Đô thị Navalagamella có diện tích 76,05 km², dân số theo điều tra năm 2010 của Viện thống kê quốc gia Tây Ban Nha là 2161 người, mật độ 28,42 người/km². Đô thị Navalagamella nằm ở khu vực có độ cao 753 mét trên mực nước biển.